# Радіопостановка
Радіопостановка — одна з форм художнього радіомовлення, передача по радіо запису п'єси або інсценування літературних творів. Створено також ряд оригінальних творів для радіо. Різновидом радіопостановки вважають  радіодраму (або радіоп'єсу).

## Особливості
У радіопостановках широко застосовуються описові елементи; важливе місце займає ведучий (читець, який виступає від імені автора або героя твору). Будучи «незримим спектаклем», радіопостановка дає необмежений простір слухачеві для роботи уяви — кожен «бачить» те, що відбувається, по-своєму, і таким чином чутне стає «зримим». Основні виразні засоби радіопостановки — звучна мова, музика та різноманітні шуми. Тому велике значення надається в радіопостановках звуко-голосовій характеристиці образу, створенню звуко-шумової атмосфери дії (вітер, гарматні залпи, шум мотора, кроки і таке інше), знаходження акустичного середовища (запис із щитами, стереофонія звуку, запис із ревербератором). При сучасній техніці запису режисери все частіше починають використовувати магнітофонні апарати, окремо записуючи на них текст, музику, шуми і досягаючи потім шляхом багатократних «накладень» бажаних результатів.

## З історії
Радіомистецтво виникло на початку 1920-х р. 15 січня 1924 року лондонська радіостанція передала в ефір першу у світі радіодраму Річарда Х'юза «Небезпека». Цей твір поставити на звичайній сцені практично неможливо. Події відбуваються в темряві, троє шахтарів очікують порятунок у затопленій через аварію шахті. П'єса показала силу звукового театру, стала його зразком. «Симфонія шумів» викликала культурний шок у її перших слухачів.
Одна з найвідоміших — радіопостановка «Війна світів» за однойменним романом Герберта Веллса, здійснена Орсоном Веллсом в 1938 році, яка стала причиною паніки в Сполучених Штатах.
Для оригінальних радіовистав створювалися і спеціальні п'єси або інсценування відомих літературних творів. Для радіо писали Бертольт Брехт («Політ Ліндбергів» і «Допит Лукул»), Фрідріх Дюрренматт («Нічна розмова», «Експедиція „Вега“», «Аварія», «Двійник», «Сторінковий і національний герой»), Станіслав Лем («Місячна ніч», «Прийомні години професора Тарантога»), Макс Фріш («Бідерман і палії»), Хідеакі Анно і багато інших.

## Деякі автори радіоп'єс
- Хідеакі Анно — «Shinsentai Evangelion»
- Дюрренматт Фрідріх — «Нічна розмова», „Експедиція «Вега»“, «Аварія», «Двійник»
- Станіслав Лем — «Місячна ніч», «Прийомні години професора Тарантоги»
- Орсон Веллс — «Війна світів»

## Відомі радіопостановки
- «Буратіно» (1951)
- «Маленький принц» за Сент-Екзюпері (1961)
- «Перший вчитель» за Айтматовим (1962)
- «Золотий кошіль» (1963)
- «Десять днів, що потрясли світ» за Джоном Рідом (1963)
- «На цій стороні» (1964)
- «Клуб знаменитих капітанів» (1945)